# Biserica „Sfinții Arhangheli Mihail și Gavriil” din Corjova
Biserica „Sfinții Arhangheli Mihail și Gavriil” este o biserică amplasată în Corjova, raionul Criuleni, Republica Moldova. Este un monument arhitectural de importanță națională inclus în Registrul monumentelor Republicii Moldova ocrotite de stat cu nr. 286 (raionul Criuleni). Datează din 1884-1886.